# Xã Plum, Quận Phillips, Kansas
Xã Plum (tiếng Anh: Plum Township) là một xã thuộc quận Phillips, tiểu bang Kansas, Hoa Kỳ. Năm 2010, dân số của xã này là 379 người.